# Vincenzo Maria Altieri
Vincenzo Maria Altieri (ur. 27 listopada 1724 w Rzymie, zm. 10 lutego 1800 tamże) – włoski kardynał w latach 1777-1798.

## Życiorys
Urodził się 27 listopada 1724 roku w Rzymie, jako syn Girolama Altieriego i Marii Maddaleny Borromeo.
Wstąpił do Kurii Rzymskiej i został referendarzem Najwyższego Trybunału Sygnatury Apostolskiej, wicelegatem w Urbino i Romanii i prefektem Domu Papieskiego. Przyjął święcenia kapłańskie.
23 czerwca 1777 roku został kreowany kardynałem in pectore. Jego nominacja na kardynała diakona została ogłoszona na konsystorzu 11 grudnia 1780 roku i nadano mu diakonię San Giorgio in Velabro. W latach 1794–1798 był protodiakonem, a przez kilka miesięcy 1798 roku – kamerlingiem Kolegium Kardynałów. W czasie francuskiej okupacji Rzymu, Altieri był ciężko chory, lecz pod groźbą więzienia i deportacji zrezygnował z godności kardynalskiej, podobnie jak Tommaso Antici. W marcu napisał list do papieża, który podjął nieudaną próbę odwiedzenia obu purpuratów od tej decyzji i ostatecznie zaakceptował rezygnację 7 września.
8 lutego 1800 roku przesłał Giovanniemu Francesco Albaniemu wycofanie swojej rezygnacji, jednak zmarł dwa dni później w Rzymie.